# Вадичеп
Вадичеп је алатка која се користи за вађење чепова из винских боца. Обични вадичеп састоји се од металне спирале која је причвршћена за дршку. Дршка се притишће и окреће док спирала довољно дукобо не уђе у чеп, након чега се вертикално повлачи како би се чеп извадио из флаше. Дршка је најчешће направљена од дрвета, а може садржавати и додатне полуге којима се појачава снага која може да се примени на чеп.

## Врсте

### Крило вадичеп
Крило вадичеп, који се још назива и „лептир вадичеп“ или „анђеоски вадичеп“, садржи две полуге на супротним странама спирале. Ове полуге подсећају на крила, по чему је ова врста вадичепа и добила име. Када се спирала причврсти уз чеп, потребно је само повући две полуге према доле како би се чеп извадио из флаше.
Ова врста вадичепа изумљена је 1939.

### Келнерски вадичеп
Келнерски вадичеп се може склапати као џепни ножић, а име је добио због популарности код особља у ресторанима и баровима. На једној страни његове дршке налази се ослонац који се поставља на ивицу грлића флаше. Келнерски вадичеп обично има и ножић којим се уклања фолија или капица која покрива чеп винске флаше.
Изумио га је Немац Карл Винке 1882.

### Вадичеп са шиљцима
Ова врста вадичепа нема спиралу, него два паралелна шиљка. Шиљци се стављају између чепа и грлића флаше, што омогућава да се чеп извади неоштећен.